# Tshering Tobgay
Lyonpo Tshering Tobgay (Haa, Bután, 19 de septiembre de 1965) es un político e ingeniero butanés, primer ministro de Bután desde 2013 hasta 2018 y nuevamente desde 2024.

## Biografía
Licenciado en ciencias de la ingeniería mecánica recibiendo en 1990 el título Bachelor of Science por la Universidad de Pittsburgh y posteriormente realizó una maestría en administración pública en 2004 por la Universidad de Harvard, ambas en Estados Unidos. Tras finalizar sus estudios comenzó a trabajar como funcionario de su profesión.
En el mundo de la política desde muy joven, entró siendo miembro del Partido Democrático del Pueblo, donde a los pocos años llegó a la dirección de esta formación política. Tras las elecciones generales de 2008, se presentó como candidato al parlamento, pero sufrieron una derrota.
En las siguientes elecciones parlamentarias de 2013, se volvió a presentar como principal candidato de su partido y finalmente consiguió ganarlas siendo nombrado el día 30 de julio por el rey Jigme Khesar Namgyel Wangchuck como nuevo primer ministro de Bután.
El primer ministro de Bután recoge la basura de los caminos con sus propias manos, camino a su oficina.

## Distinciones honoríficas

### Distinciones honoríficas butanesas
- Real Kabney Naranja (16/06/2008).[3]
- Real Kabney Roja (17/12/2014).[4]